# ŽNK Radomlje
Ženski nogometni klub Radomlje, krajše ŽNK Radomlje, je ženska nogometna ekipa iz Radomelj, ki igra v slovenski ženski nogometni ligi. Glavni trener članske ekipe je Aljaž Gornik. 

## Zgodovina
Leta 2011 so se na pobudo žensk in deklet, ki so hotela igrati nogomet, začeli organizirani treningi, klub je bil ustanovljen leto kasneje. Od leta 2012 ima klub vse mladinske selekcije. Klub je nastal zaradi velikega zanimanja deklet za nogomet in zaradi tega deluje še danes.  

## Mlajše selekcije
ŽNK Radomlje ima štiri mlajše selekcije in sicer DU10, DU13, DU15 in DU17, ki so zelo uspešne. V mladinski šoli tega ženskega nogometnega kluba trenira preko 100 deklet. Vsaka selekcija tekmuje v ligaškem tekmovanju.